# 名鉄ト700形貨車
名鉄ト700形貨車（めいてつト700がたかしゃ）とは、かつて名古屋鉄道で運用されていた木造貨車（無蓋車）である。

## 概要
- 4両（ト701 - ト704）が運用された。ト701、ト702は愛知電気鉄道から引き継がれた車両、ト703、ト704は富山地方鉄道から譲受された車両であり、詳細が異なる。東部線で使用され、1968年（昭和43年）に形式消滅となった。
- ト701、ト702は、1923年（大正12年）に名古屋電車製作所が製造した愛知電気鉄道ト700形（ト700・ト701）である。1935年（昭和10年）に名岐鉄道と愛知電気鉄道が合併し名古屋鉄道が発足すると引き継がれ、1941年（昭和16年）にト700形（ト701・ト702）に改番する。愛知製鋼の私有貨車であり、国鉄直通貨車であった。当初は手動ブレーキであったが、1961年（昭和36年）に国鉄直通貨車の空気制動装置の設置が義務化されたのに伴い、空気制動装置が設置された。
- ト703、ト704は、1941年（昭和16年）に製造された富山地方鉄道ト71、ト74である。1954年（昭和29年）に名古屋鉄道に譲受され、ト700形（ト703、ト704）に改番する。常滑通運[1]の私有貨車であり、国鉄直通貨車であった。

## 主要諸元

### ト701・ト702
- 全長：6,579 mm
- 全幅：2,515 mm
- 全高：1,696 mm
- 自重：6.01ｔ
- 荷重：12 t

### ト703・ト704
- 全長：6,330 mm
- 全幅：2,260 mm
- 全高：2,055 mm
- 自重：6.0ｔ
- 荷重：10 t